# Liste der indischen Botschafter in Griechenland
Der Geschäftsträger C. P. Ravindranathan eröffnete die Mission in Athen im März 1978.
Das Botschaftsgebäude wurde 1988 von der indischen Regierung erworben.
Die indische Botschaft befindet sich in der Odos Kleanthous 3 in Athen.
| Ernannt / Akkreditiert | Leiter der Mission       | Bemerkungen               | ernannt von          | während der Regierung von  | Posten verlassen |
| ---------------------- | ------------------------ | ------------------------- | -------------------- | -------------------------- | ---------------- |
| März 1978              | L. N. Rangarajan         | 1992 Botschafter in Tunis | Morarji Desai        | Konstantinos Tsatsos       | 1981             |
| 1981                   | Ramesh Chander Arora     |                           | Indira Gandhi        | Konstantinos Karamanlis    | 1984             |
| 1984                   | Beni Prasad Agarwal      |                           | Rajiv Gandhi         | Konstantinos Karamanlis    | 1988             |
| 1988                   | Harcharan C. Singh Dhody |                           | Rajiv Gandhi         | Christos Sartzetakis       | 1991             |
| 1991                   | Pradeep Kumar Singh      |                           | P. V. Narasimha Rao  | Konstantinos Karamanlis    | 1992             |
| 1992                   | Aftab Seth               |                           | P. V. Narasimha Rao  | Konstantinos Karamanlis    | 1996             |
| 1996                   | Gurdip Singh Bedi        |                           | H. D. Deve Gowda     | Konstantinos Stefanopoulos | 2001             |
| 2001                   | Ananta Kumar Banerjee    |                           | Atal Bihari Vajpayee | Konstantinos Stefanopoulos | 2005             |
| 2005                   | Bhaskar Balakrishnan     |                           | Manmohan Singh       | Karolos Papoulias          | 2007             |
| 2007                   | Dilip Sinha              |                           | Manmohan Singh       | Karolos Papoulias          | 2010             |
| 2010                   | Tsewang Topden           |                           | Manmohan Singh       | Karolos Papoulias          |                  |